# Abdul-Halim Sadulayev
Abdul-Halim Salámovich Saduláyev (en checheno: Сайд-Iелийн Абусаламин кІант Iабдул-Хьалим Sadulin Abusalamin-Kant Abdulhalim, en ruso: Абдул-Халим Саламович Сайдулаев Abdul-Jalim Salámovich Sayduláyev) (2 de junio de 1966 – 17 de junio de 2006) fue un político, predicador islámico y terrorista checheno, quien fue el 4° Presidente de la República Chechena de Ichkeria. Saduláyev ejerció poco más de un año como presidente, antes de ser asesinado en un tiroteo entre el Servicio Federal de Seguridad (FSB) y las fuerzas chechenas prorrusas.
Saduláyev fue el primer líder rebelde en intentar efectivamente unificar las fuerzas rebeldes islámicas que estaban en las afueras de Chechenia, ya que no solo se había ganado la lealtad de grupos separatistas, sino que también de grupos islamistas que buscaban derrocar la autoridad del Kremlin en el Cáucaso septentrional; esta formación se hizo conocida como el Frente Caucásico. También se le atribuye haber persuadido al señor de la guerra radical Shamil Basáyev para no llevar a cabo más ataques terroristas a gran escala, desde la masacre de la escuela de Beslán.

## Nombre
Hay una considerable variación en la escritura de su nombre tanto en las fuentes inglesas como en ruso. Su apellido se describe de forma diversa, como Sadulaev, Sadulayev, Saidulaev, Saidulayev, Saidullaev, Saidullayev o Saydullayev; los dos primeros apellidos son generalmente utilizados por las fuerzas insurgentes, mientras que los demás son utilizados por las fuentes rusas y los medios de comunicación de Occidente. Su primer nombre también está escrito como Abdul-Jalim, a veces con o sin el guion. En ruso su nombre con apellido está escrito como Абдул-Халим Сайдуллаев o Абдул-Халим Сайдулаев o Абдул-Халим Садулаев, con o sin el guion.
Su nombre completo dado por el sitio web separatista Kavkazcenter parece ser Abdul-Jalim Abu-Salámovich Saduláyev (Абдул-Халим Абу-Саламович Садулаев).

## Biografía

### Primeros años
Saduláyev nació en la rama Biltoi del teip Ustradoi, un clan influyente en la ciudad de Argún en las llanuras del centro de Chechenia al este de Grozni.Tras criarse en Argún, ingresó a la Universidad de Grozni para estudiar Filología rusa y chechena, pero tuvo que interrumpir sus estudios tras el estallido de la primera guerra chechena contra la Federación de Rusia en 1994. Se unió de forma voluntaria a una milicia de Argún para combatir en contra del ejército ruso.
Saduláyev también estudió Islam bajo teólogos islámicos locales, y desde 1996 comenzó a aparecer regularmente en a televisión nacional, hablando sobre su fe. Dio conferencias por toda Chechenia, y finalmente terminó liderando la comunidad musulmana de Argún, convirtiéndose en el Imán de la ciudad. Realizó su peregrinaje hach hacia La Meca, siendo la única vez en la que se sabe que Sadulayev dejó su país.
Saduláyev se convirtió en el líder del único jamaat de Argún, que era conocido por llevar a cabo actividades misioneras, además de vigilar los barrios. Aparte de sus funciones civiles y religiosas, la mayoría de los jamaats del país también representaban destacamentos militares formados para proteger pueblos y ciudades contra los militares rusos y bandidos por igual. Durante un enfrentamiento entre un grupo de radicales extranjeros y las autoridades chechenas en 1998, Saduláyev se puso del lado de Jabib Abdurrajmán, un dirigente jordano de un pequeño jamaat extranjero-checheno que estaba formando una milicia y justificando la violencia extrema hacia los pueblos rusos y chechenos no-islámicos. Después de estos acontecimientos, Abdurrajmán fue despojado de la ciudadanía chechena y declarado persona non grata en Chechnia; falleció en 2001 mientras combatía en uno de los jamaats como soldado regular.
En 1999, Aslán Masjádov nombró a Saduláyev para una comisión para una reforma constitucional de la Sharia, encabezada por Ajmad Kadýrov, quién más tarde se opondría a los rebeldes y se uniría a Moscú. Masjádov le ofreció a Saduláyev el cargo de Jefe de la Corte Suprema de la Sharia de Chechenia, pero Saduláyev declinó la oferta, explicando que no tenía suficiente conocimiento clerical para juzgar a otras personas.
Cuándo estalló la segunda guerra chechena, Saduláyev volvió a la lucha, al mando de la milicia popular en Argún. Desde 1999, Saduláyev había sido uno de los comandantes de campo más leales hacia Masjádov. En 2002, fue designado por Masjádov para ser su sucesor como presidente del República Chechena de Ichkeria.

### Presidencia
Tras la muerte de Masjádov el 8 de marzo de 2005, el Consejo Rebelde Checheno anunció que Saduláyev sería su sucesor, acción que fue rápidamente aceptada por Shamil Basáyev, comandante guerrillero de alto mando. Después de asumir el poder, Saduláyev pidió expandir el conflicto de Chechenia a una "descolonización" de las regiones colindantes de mayoría musulmana, y la adopción de una nueva constitución basada en ley islámica o Sharia. También condenó enérgicamente las tomas de rehenes, y dijo que después de que terminara la guerra, debería elegirse un nuevo presidente de forma democrática.
Saduláyev  no solo tenía un compromiso ideológico para mantener el conflicto, sino que también por motivos personales. Las fuentes insurgentes chechenas afirman que su esposa fue secuestrada en 2003, por las fuerzas del spetsnaz, y asesinada por las FSB, cuando fracasaron los intentos de comprarla. Había colaborado en eliminar la violencia terrorista e instó a Basáyev y a otros caudillos a dirigir ataques hacia "objetivos legítimos" (incluyendo oficiales encargados de hacer cumplir la ley, tropas federales rusas, y los funcionarios públicos locales y sus oficinas), e hizo hincapié en que aquellos ataques deberían evitar herir y matar civiles. Parecía haber convencido a Basáyev, quien se había enlistado en la creación del Frente Caucásico, que había dejado de lado los objetivos civiles para ayudar a extender la insurgencia a través del Norte del Cáucaso.
En febrero de 2006, Saduláyev anunció un cambio de gabinete, dirigida a varios de los principales rebeldes que vivían en el extranjero, incluyendo a Ajmed Zakáyev, quien fue destituido como Vice primer ministro. Saduláyev también firmó un decreto que ordena que todos sus ministros debían estar establecidos en Chechenia.

### Muerte
El 17 de junio de 2006, Saduláyev fue asesinado en un enfrentamiento armado contra las FSB y milicias prorrusas en Argún. Según el jefe de FSB Nikolái Pátrushev, dos miembros de las fuerzas federales fueron asesinados y otros cinco resultaron heridos en un tiroteo en el que Saduláyev y su guardaespalda fueron asesinados, y otros dos rebeldes escaparon. En agosto de 2006, el comandante rebelde Isa Muskíev dijo que los federales y los kadýrovtsy perdieron 5 de sus hombres en el tiroteo, uno de ellos le disparó personalmente a Saduláyev, y huyeron 3 combatientes.
Su cuerpo fue posteriormente trasladado hacia Tsentorói, la ciudad natal de Ramzán Kadýrov. Kadýrov dijo que un informante había llamado a la policía por dinero de drogas. Kadýrov había dicho que la policía paramilitar había querido capturar a Saduláyev pero se vieron forzados a matarlo, luego de que este se resistiera al arresto, y también declaró que Saduláyev estaba en Argún organizando ''un gran ataque terrorista'' para coincidir con la cumbre del Grupo de los Ocho en San Petersburgo, que se iba a realizar en julio de 2006. El asesinato del Jeque Abdul Halim fue anunciado por los líderes del gobierno oficial de la provincia respaldado por Moscú, afirmando que las fuerzas separatistas del lugar recibieron un golpe "decapitante", "del que nunca se recuperarán".
Al día siguiente, el 18 junio, Saduláyev fue sucedido como cabecilla de la resistencia chechena, por el vicepresidente y comandante guerrillero activo Dokú Umárov.
El 20 de junio de 2006, la organización rusa de los derechos humanos Memorial, publicó los hallazgos de su investigación en el sitio web Kavkazski Úzel. Según la versión de Memorial, la muerte de Saduláyev fue accidental; los oficiales de seguridad no sabían que él estaba en su casa. Los informes de Memorial indican que el 17 de junio, cerca de las 10:00 a. m., un grupo de 12 agentes del FSB y las policías locales se acercaron a una posible casa de seguridad rebelde. Inmediatamente abrieron fuego cuando ingresaron al patio de la casa. Dos de los soldados fueron asesinados, y el grupo retrocedió después de lanzar una granada de mano hacia una de las ventanas de la casa. La explosión de la granada acabó con la vida de Abdul-Halim. Esta versión se contradice con la cuenta oficial.